# Edsel Citation
Edsel Citation – samochód osobowy klasy luksusowej wyprodukowany pod amerykańską marką Edsel w 1958 roku. 

## Historia i opis modelu

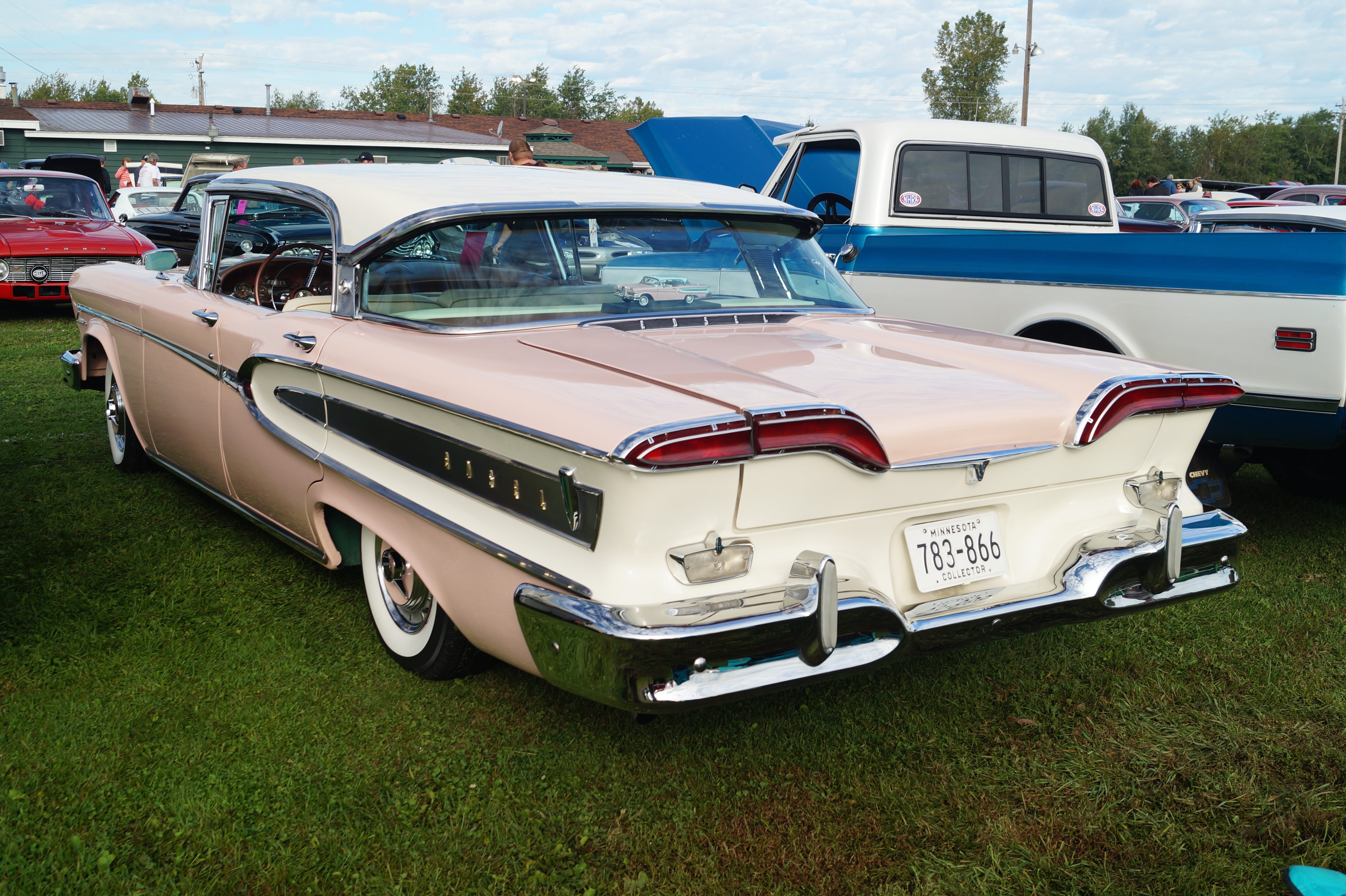
Edsel Citation - tył

Citation bazował na przedłużonej płycie podłogowej spotykanej w pojazdach Mercury, użyto jej również w samochodzie Edsel Corsair. Citation reprezentował sobą najwyższą jakość wyposażenia dostępną w samochodach Edsel. Oprócz luksusowo wyposażonego wnętrza samochód wyróżniał się także akcentami ze stali nierdzewnej.
Całkowity poziom produkcji dla Stanów Zjednoczonych i Kanady wyniósł 9299 sztuk, w tym 930 to zbudowane w USA kabriolety, 5588 - czterodrzwiowe hardtopy (5,112 w USA i 476 w Kanadzie) oraz 2781 hardtop coupe (2535 USA, 246 Kanada). Pod koniec roku 1958 zaprzestano produkcji modelu.

### Silnik
- V8 6.7l 345 KM

### Produkcja
| Nadwozie           | Sztuki |
| 2-drzwiowe coupe   | 930    |
| 2-drzwiowy hardtop | 2781   |
| 2-drzwiowy sedan   | 5588   |
| ------------------ | ------ |